# Dicionário de erudição histórico-eclesiástica

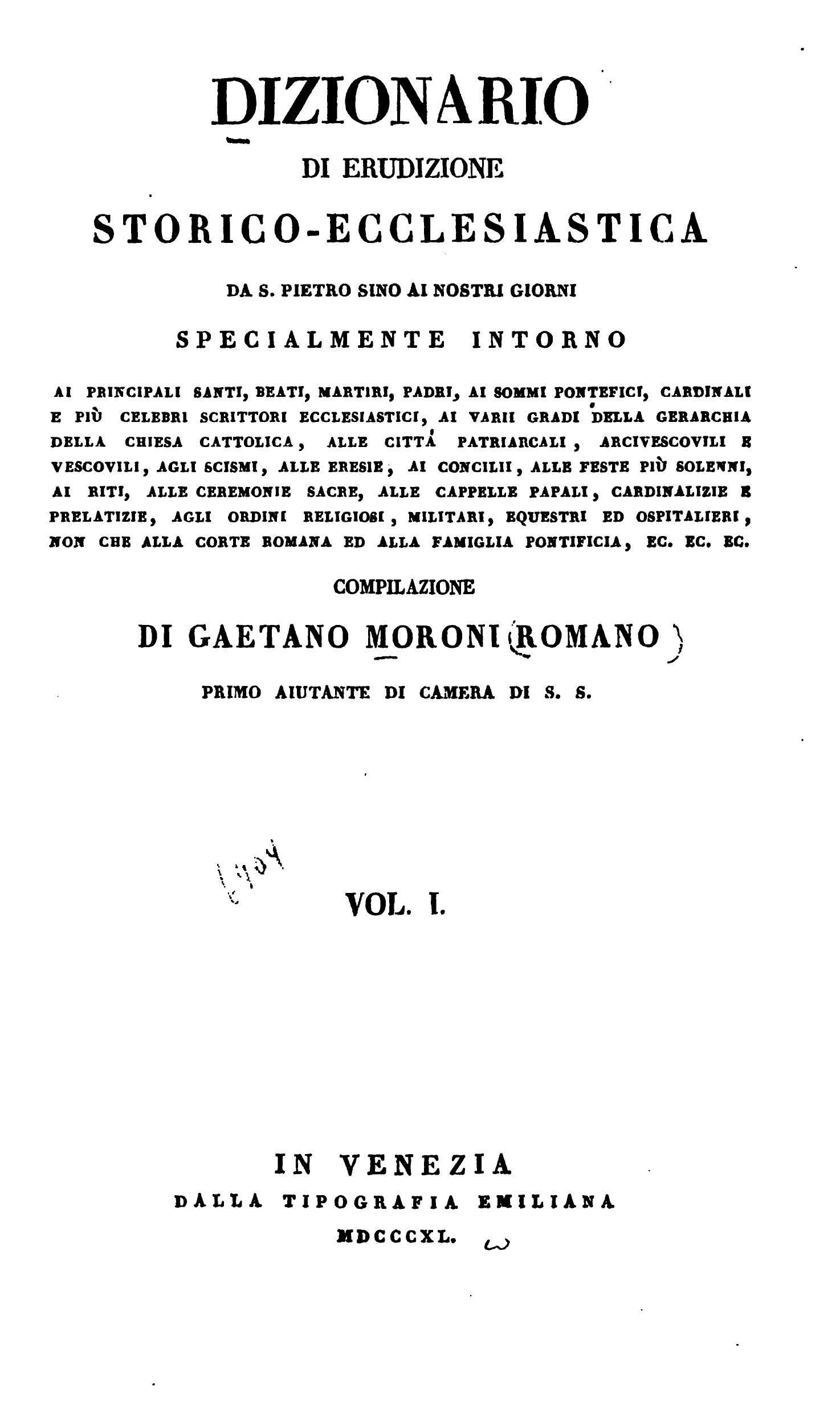
Capa da primeira página do primeiro volume

O Dicionário de erudição histórico-eclesiástica desde São Pedro até os dias atuais é o trabalho mais importante escrito pelo Chevalier Gaetano Moroni, bibliófilo, erudito e Auxiliar de Câmara dos Papas Gregório XVI e Pio IX.

## História
Impresso em Veneza na Tipografia Emiliana, compõe-se de 103 volumes, publicados entre 1840 e 1861 e aos quais foram adicionados 6 volumes de índices, divulgados entre 1878 e 1879, que também constituem uma atualização dos itens anteriormente tratados. Inicialmente eram previstos somente 30 volumes, eles foram projetados para finalmente chegar a 60 e, finalmente, aos 103 volumes. Moroni concluiu o mesmo no último volume de índices:

"O resultado do estudo incansável é que agora o Dicionário oferece 12.472 artigos, o Índice acrescentou 120.650 novos, então todos os artigos são em número de, precisamente: 133.122"

Além de assuntos religiosos intimamente relacionados com a história da Igreja Católica, registrados em ordem alfabética nos diversos volumes, constam também numerosas monografias não somente dos papas e sacerdotes, mas também de figuras históricas. Grande atenção aos artigos relativos às distribuições dos antigos Estados italianos, sobre os tratados internacionais e descrições geográficas de cidades e nações de todo o mundo.
Muitas vezes, é claro envolvimento do autor nos problemas descritos, que, infelizmente, limita a objetividade do dicionário, por outro lado são mencionados fatos, eventos menores e referências que de outra forma seriam difíceis de encontrar. Em outros casos entretanto os conflitos históricos apresentam certa relevância, vezes sim, vezes não, como no caso do verbete Cardeal-sobrinho, quando no vol V, p. 5, do Dizionario di erudizione storico-ecclesiastica da S. Pietro sino ai nostri giorni, ele afirma que papa Jacques Fournier, era filho de Guillaume e da irmã de João XXII, mas, em se confrontando tal informação com a genealogia de João XXII (p. 4), resulta, possivelmente, de um equívoco do autor. Ou como no caso do cardeal Amadeu d'Albret (1478-1520), sobrinho de outro cardeal, Louis d'Albret e irmão-de-lei de ainda outro cardeal César Bórgia, filho de Alexandre VI; eenquanto que Alfonso Chacón, diz que ele morreu em 04 de dezembro,
Conrado Eubel, o Anuário Pontifício,  Charles Berton,  e Moroni,  afirmam que ele morreu em 02 de setembro.
Dissertando sobre o tema e mais propriamente em relação ao verbete Antipapa", Leandro Duarte Rust, Doutor em História Social (UFF) - Professor do Departamento de História e do Programa de Pós-Graduação em História, Pesquisador-fundador do Vivarium: Laboratório de Estudos da Antiguidade e do Medievo (UFMT) - Universidade Federal de Mato Grosso, Departamento de História, em seu trabalho: O heroísmo ao avesso: os "antipapas" e a memória historiográfica da política papal (1040-1130), do original: "Reverse heroism: the "antipopes" and the historiographical memory of papal policy (1040-1130)", diz o seguinte:

"Embora imprimissem variações ao uso do termo, Leopold von Ranke (em Die Römischen Päpste in den letzen vier Jahrhunderten, 1834-1836), Gaetano Moroni (em seu Dizionario di Erudizione Storico-Ecclesiastica, 1852-1861) Horace Mann (no ilustre The Lives of the Popes in the Middle Ages, 1925) e Augustin Fliche (em La Réforme Grégorienne, 1924-1937) partilhavam a postura de recorrer a antipapa para designar pessoas e condutas opostas à chamada "Reforma Gregoriana". "

Moroni reuniu neste extenso trabalho um conjunto de informações precisas, impares e, de outras vezes, de singular preciosadidade para a tessitura histórica da Igreja Católia. Ele, a exemplo de Conrado Eubel, em seu Hierarchia Catholica Medii Aevi; Charles Berton em seus Dictionnaire des Cardinaux; Alfonso Chacón, no  Vitæ, et res gestæ Pontificvm Romanorum et SRE Cardinalivm; Piero Guelfi Cajamani, com o Dizionario araldico, etc, legaram à posteridade em suas letras todo o histórico passado eclasiástico.

## Volumes
- Moroni, Gaetano Romano, Dicionário de erudição histórico-eclesiástica de de São Pedro aos dias atuais, especialmente em torno dos santos principais, beatos, mártires, padres, papas, cardeais e os mais célebres escritores eclesiásticos, nos distintos graus hierárquicos da Igreja Católica, as cidades patriarcais, bispados, arcebispados, cismas, heresias, os concílios, festividades solenes, ritos e cerimônias sagradas, as capelas papais, cardeais e prelados, ordens religiosas, militares, Cavaleiros e Hospitalários, o tribunal da Cúria Romana e família pontifícia, ec. ec. ec., compilado por Gaetano Moroni, primeiro ajudante de Câmara de Sua Santidade. 103 vols. Veneza: De Emiliana Tipografia, 1840-1861

| - - Volume 1 Aba- (on-line) - Volume 2 Amelia- (on-line) - Volume 3 Arciprete- (on-line) - Volume 4 Babila- (on-line) - Volume 5 Benedetto XI- (on-line) - Volume 6 Boncompagni- (on-line) - Volume 7 Camera Apostolica- (on-line) - Volume 8 Canopo- (on-line) - Volume 9 Cap- (on-line) - Volume 10 Car- (on-line) - Volume 11 Cavachini- (on-line) - Volume 12 Chiesa di S. Crescenziana (on-line) - Volume 13 Chiesa di S. Pietro in Vincoli (on-line) - Volume 14 Civitavecchia- (on-line) - Volume 15 Colori- (on-line) - Volume 16 Conclavisti- (on-line) - Volume 17 Consalvi- (on-line) - Volume 18 Costantinopoli- (on-line) - Volume 19 Crosso- (on-line) - Volume 20 Diarbekir- (on-line) - Volume 21 Ebrei- (on-line) - Volume 22 Era- (on-line) - Volume 23 Faggio- (on-line) - Volume 24 Fermo- (on-line) - Volume 25 Firenze- (on-line) | - - Volume 26 Foro- (on-line) - Volume 27 Fra- (on-line) - Volume 28 Frumenzio- (on-line) - Volume 29 Genoveffa- (on-line) - Volume 30 Gerra- (on-line) - Volume 31 Giovanni- (on-line) - Volume 32 Governatore- (on-line) - Volume 33 Gregorio- (on-line) - Volume 34 Immagine- (on-line) - Volume 35 Ing- (on-line) - Volume 36 Innocenzo- (on-line) - Volume 37 Jube- (on-line) - Volume 38 Leon- (on-line) - Volume 39 Lisia- (on-line) - Volume 40 Lubecca- (on-line) - Volume 41 Macerata- (on-line) - Volume 42 Magonza- (on-line) - Volume 43 Maria Francesca - (on-line) - Volume 44 Maurizio- (on-line) - Volume 45 Metz- (on-line) - Volume 46 Moderamno- (on-line) - Volume 47 Mosca- (on-line) - Volume 48 Nicolo Fattori- (on-line) - Volume 49 Ombrellino- (on-line) - Volume 50 Ospizi- (on-line) | - - Volume 51 Pasqua- (on-line) - Volume 52 Patriarchi- (on-line) - Volume 53 Pienza- (on-line) - Volume 54 Podlachia- (on-line) - Volume 55 Povero- (on-line) - Volume 56 Protonotari- (on-line) - Volume 57 Referendari- (on-line) - Volume 58 Rioni di Roma- (on-line) - Volume 59 Roma- (on-line) - Volume 60 Sabato- (on-line) - Volume 61 Salvatore- (on-line) - Volume 62 Savoia- (on-line) - Volume 63 Scrittori- (on-line) - Volume 64 Seminario Pio- (on-line) - Volume 65 Septuagesima- (on-line) - Volume 66 Sidone- (on-line) - Volume 67 Siria- (on-line) - Volume 68 Spada- (on-line) - Volume 69 Spogli- (on-line) - Volume 70 Stefano- (on-line) - Volume 71 Suddiacono- (on-line) - Volume 72 Svi- (on-line) - Volume 73 Tarugi- (on-line) - Volume 74 Templari- (on-line) - Volume 75 Tessalonica- (on-line) | - - Volume 76 Tivoli- (on-line) - Volume 77 Tolomei- (on-line) - Volume 78 Torcremada- (on-line) - Volume 79 Tosco- (on-line) - Volume 80 Tre- (on-line) - Volume 81 Trionfo Ubaldo- (on-line) - Volume 82 Ubbidienza- (on-line) - Volume 83 Ugento- (on-line) - Volume 84 Universita Artistiche- (on-line) - Volume 85 Universita Roma 2- (on-line) - Volume 86 Urbano- (on-line) - Volume 87 Urgel- (on-line) - Volume 88 Valenza Veglia- (on-line) - Volume 89 Veio- (on-line) - Volume 90 Velletri - (on-line) - Volume 91 Venezia- (on-line) - Volume 92 Venezia- (on-line) - Volume 93 Venezia- (on-line) - Volume 94 Verneuil- (on-line) - Volume 95 Verona- (on-line) - Volume 96 Vescovo- (on-line) - Volume 97 Via Crucis- (on-line) - Volume 98 Viborata- (on-line) - Volume 99 Vicario Capitolare- (on-line) - Volume 100 Vienna- (on-line) | - - Volume 101 Villa- (on-line) - Volume 102 Viterbo- (on-line) - Volume 103 Viviers-Z (on-line) |

### Índice elaborado pelo autor
- Índice alfabético dos assuntos contidos no Dicionário de erudição histórico-eclesiástica, compilado pelo autor Gaetano Moroni. 6 volumes. Roma: Bardi, 1962 (Reproduzido em Edição 1878-1879, Veneza: Tipografia Emilia).

- - Vol. I : A-Calendario
  - Vol. II : Calendario-Dziergowsky
  - Vol. III : E-Hyssa
  - Vol. IV : I-Nystadt
  - Vol. V : O-Sanvittore
  - Vol. VI : Sanz-Zytomir

- Com o relatório dos trabalhos promovido pela Universidade de Treviso